# Голлівуд (фільм)
"Голлівуд" (англ. Hollywood) — американська німа комедія 1923 року режисера Джеймса Круза, в співавторстві з Френком Кондоном і Томасом Дж. Джераті, що вийшла на Paramount Pictures.

## Сюжет
Анджела вирушає в Голлівуд, взявши з собою тільки свою мрію стати кінозіркою і дідуся. Тітка, брат, бабуся і давній бойфренд залишаються в Центервіллі. Цілий день по приїзді вона стукає в кожні двері, але до вечора все ще без роботи. На її жах, повернувшись до готелю, Анджела довідається, що дідуся взяли зніматися в кіно. За кілька тижнів він стає зіркою. Сімейство Анджели, стурбоване тим, що в неї і дідуся проблеми, теж приїжджає до Голлівуду. І незабаром тітка, бабуся, брат, бойфренд і навіть папуга стають суперзірками. А ось Анджела як і раніше без роботи.

## У ролях
- Люк Косгрейв — Joel Whitaker
- Джордж К. Артур — Lem Lefferts
- Рубі Лафаєтт — Grandmother Whitaker
- Гарріс Гордон — Dr. Luke Morrison
- Бесс Флауерс — Hortense Towers
- Елінор Лоусон — Margaret Whitaker
- Роско Арбакл — грає самого себе
- Гертруда Естор — грає саму себе
- Мері Астор — грає саму себе
- Агнес Ейрс — грає саму себе
- Бейбі Пеггі — грає саму себе
- Т. Рой Барнс — грає самого себе
- Ной Бірі — грає самого себе
- Вільям Бойд — грає самого себе
- Кларенс Бертон — грає самого себе
- Роберт Кейн — грає самого себе
- Чарлі Чаплін — грає самого себе
- Едіт Чепман — грає саму себе
- Бетті Компсон — грає саму себе
- Анна Нільссон — грає саму себе
- Бібі Данієлс — грає саму себе
- Рікардо Кортес — грає самого себе

## Додаткова інформація
- Прем'єра фільму у світі: 19 серпня 1923